# Олексіївка (Піщанобрідська сільська громада)
Олексі́ївка — село в Україні, у Піщанобрідській сільській громаді Новоукраїнського району Кіровоградської області. Населення становить 1158 осіб. Колишній центр Олексіївської сільської ради.

## Населення
Згідно з переписом УРСР 1989 року чисельність наявного населення села становила 1228 осіб, з яких 544 чоловіки та 684 жінки.
За переписом населення України 2001 року в селі мешкало 1158 осіб.

### Мова
Розподіл населення за рідною мовою за даними перепису 2001 року:
| Мова       | Відсоток |
| ---------- | -------- |
| українська | 95,68 %  |
| російська  | 3,89 %   |
| білоруська | 0,17 %   |
| інші       | 0,26 %   |

## -Герб
У лазуровому щиті срібна підкова, що супроводжується зверху золотою восьмипроменевою зіркою, а знизу - двома золотими снопами в балку.

## Особистості
- Бабан Віталій Юрійович (1994—2014) — сержант Збройних сил України, учасник російсько-української війни.
- Березняк Є. С. (1914—2013) — Герой України, генерал-майор, кандидат педагогічних наук.
- Трегубенко А. І. (1924-2010) — доктор медичних наук, професор.